# Pedro de Felipe
Pedro Eugenio de Felipe Cortés (Madrid, 18 luglio 1944 – Madrid, 12 aprile 2016) è stato un calciatore spagnolo, di ruolo difensore.

## Carriera
Giocò con il Real Madrid (faceva parte della generazione Yé-yé) e con l'Espanyol, ricoprendo principalmente il ruolo di terzino sinistro.

## Palmarès

### Competizioni nazionali
- Campionato spagnolo: 5

Real Madrid: 1964-1965, 1966-1967, 1967-1968, 1968-1969, 1971-1972

### Competizioni internazionali
- Coppa dei Campioni: 1

Real Madrid: 1965-1966